# Hopkinton (New Hampshire)
Hopkinton – miasto w Stanach Zjednoczonych, w stanie New Hampshire, w hrabstwie Merrimack.